# Pietro Parente
Pietro Parente (né le 16 février 1891 à Casalnuovo Monterotaro, dans la province de Foggia, dans la région des Pouilles et mort le 29 décembre 1986 à Rome) est un cardinal italien de l'Église catholique, créé par le pape Paul VI, et haut fonctionnaire de la Curie romaine.

## Biographie
Pietro Parente est ordonné prêtre le 18 mars 1916 à Rome, et occupe successivement différentes fonctions:
1916 à 1926 : recteur du séminaire de Naples
1926 à 1934 : professeur à l'université pontificale du Latran à Rome
1934 à 1938 : recteur de l'Athénée pontifical Urbaniana « De Propaganda Fide » à Rome
1940 à 1955 : professeur à l'université pontificale du Latran à Rome pour la seconde fois
Il est ordonné protonotaire apostolique par Pie XII en 1952, chanoine de la basilique Saint-Pierre en 1953, évêque le 23 octobre 1955 et reçoit l'ordination épiscopale à la basilique Saint-Pierre du cardinal Federico Tedeschini avec comme co-consécrateurs Luigi Traglia et Pietro Sigismondi (en), et devient archevêque de Pérouse jusqu'en 1959. 
Le 23 octobre 1959, Jean XXIII fait de lui l'un des plus hauts responsables du Saint-Office et archevêque titulaire de Ptolémaïde-en-Thébaïde (de), puis en 1965, il devient secrétaire de la Congrégation pour la doctrine de la foi, poste qu'il occupe jusqu'à l'âge de sa retraite en 1967. Pendant la même période, il prend part aux délibérations du Concile Vatican II entre 1962 et 1965.
Le pape Paul VI le crée cardinal lors du consistoire du 26 juin 1967. Il devient le cardinal le plus âgé à la mort du cardinal brésilien Carlos Carmelo de Vasconcelos Motta le 18 septembre 1982. Lorsqu'il meurt à 95 ans le 29 décembre 1986, c'est le letton Julijans Vaivods qui lui succède comme cardinal le plus âgé du Sacré Collège.